# Steen Thychosen
Steen Thychosen (født 22. september 1958) er en tidligere dansk fodboldspiller. Han har blandt andet spillet for landsholdet og været træner for Vejle Boldklub.

## Spillerkarriere
Steen Thychosen er hovedsageligt kendt som angriber i Vejle Boldklub, hvor han spillede i otte år over tre perioder. I 1984 var hjemvendte Steen Thychosen en af 1. divisions markante spillere og med sine 24 scoringer var han med til at sikre Vejle Boldklub det danske mesterskab. Som en ekstra bonus blev han topscorer i den bedste danske liga.
Efter 1984-sæsonen blev Thychosen udtaget til Danmarks A-landshold til EM-slutrunden i Frankrig i 1984. I konkurrence med Preben Elkjær, Michael Laudrup og de to andre VB'ere – Kenneth Brylle og Allan Simonsen – blev det dog ikke til nogen spilleminutter for Steen Thychosen under slutrunden.
Udover Vejle Boldklub har Steen Thychosen repræsenteret den tyske storklub, Borussia Mönchengladbach – samme klub som han debuterede mod som Vejle-spiller den 26. juli 1977 i en kamp, Vejle Boldklub tabte 0-1. Steen Thychosen har desuden spillet for den belgiske klub Racing White Daring Molenbeek (fra 2015 genopstået som RWDM47), i Molenbeek-Saint-Jean, og schweiziske FC Lausanne-Sport. Han spillede sin afskedskamp den 14. november 1993 mod B 1913. VB vandt kampen 2-1.

## Trænerkarriere
Efter fodboldkarrieren besad Steen Thychosen en lang række vigtige poster i Vejle Boldklub. I 2002 blev han ansat som sportschef i Vejle Boldklub Elitefodbold A/S. På det tidspunkt befandt klubben sig i en historisk krise såvel sportsligt som økonomisk, så det var en tung opgave, Steen Thychosen måtte løfte – var det ikke for hans VB-hjerte, havde han næppe sagt ja til posten. Ligeledes vil han næppe have takket ja til posten som cheftræner i Vejle Boldklub i 2003, hvis det ikke var for hans kærlighed til klubben.
Steen Thychosen er en stor personlighed i Vejle Boldklubs historie. Han har repræsenteret klubben som spiller, sportschef, cheftræner og 2. holds træner. Yderligere har han været involveret i klubbens ungdomsarbejde; bl.a. som ansvarlig for Vejle Boldklubs Fodboldskole Arkiveret 5. marts 2016 hos  Wayback Machine.
I dag er Steen Thychosen områdechef for Europcar biludlejning, og han har ligeledes været assistenttræner for FC Fredericia i adskillige år.

## Personlige forhold
Steen Thychosen er lillebror til Ulrich Thychosen, der ligeledes har spillet for både Vejle Boldklub og Danmarks A-landshold.
Hans søn, Jacob Thychosen, har tidligere repræsenteret Vejle Boldklub, men spiller i dag som forsvarsspiller i FC Fredericia, mens niecerne, Mette og Mie, flere gange har vundet finalen med Petersmindeskolen i Ekstra Bladets Skolefodboldturnering.